# Ray Allen

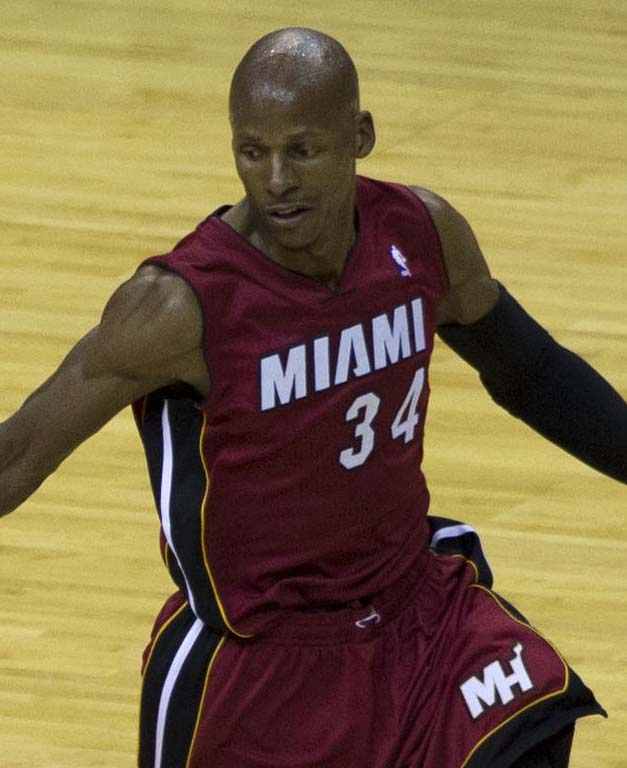
Ray Allen, 2014.

Walter Ray Allen, Jr., född 20 juli 1975 på Castle Air Force Base nära Merced i Kalifornien, är en amerikansk tidigare basketspelare. Han spelade senast i NBA-laget Miami Heat.
Ray Allen innehade NBA:s rekord över antal trepoängare under en säsong med 269 stycken säsongen 2005-2006. 2016 slog Stephen Curry det rekordet genom att göra 402 trepoängare under en säsong. Allen var också under tio år den som gjort flest trepoängare totalt i NBA:s historia. Den 10 februari 2011 slog han Reggie Millers tidigare rekord för flest trepoängare under grundserien och den 25 april 2013 Reggie Millers rekord för flest under NBA-slutspelet. Den 14 december 2021 slogs Allens rekord i grundserien av Stephen Curry.
Allen deltog i USA:s lag i OS i Sydney 2000 där USA vann guld.

## NBA-karriär

### Milwaukee Bucks och Seattle SuperSonics
Allen blev draftad som nummer fem i 1996 års NBA Draft av Minnesota Timberwolves. Han spelade dock aldrig någon match med klubben utan blev omedelbart bortbytt till Milwaukee Bucks i utbyte mot Stephon Marbury. År 2001 gick laget till final i Eastern Conference där man förlorade mot Philadelphia 76ers. Allen stannade i Bucks till 2003 då han tillsammans med Kevin Ollie och Ronald Murray blev bortbytt till Seattle SuperSonics i utbyte mot Gary Payton och Desmond Mason när det återstod ett trettiotal matcher av säsongen 2002–2003. 

### Boston Celtics
Den 28 juni 2007 bytte Allen lag igen. Den här gången blev han tillsammans med Glen Davis och ett val i 2007 års NBA draft bortbytt till Boston Celtics i utbyte mot Delonte West, Wally Szczerbiak och ett draftval som kom att bli Jeff Green. Sejouren blev mycket framgångsrik, med en NBA-titel redan efter första säsongen. Boston Celtics första NBA-titel sedan 1986.

### Miami Heat
När Ray Allen blev free-agent under sommaren 2012 trodde många att han skulle anteckna ett nytt avtal med Boston Celtics. Man förväntade att han skulle avsluta sin karriär där. Det var även tal om att hans tröja, med nummer 20, skulle hissas upp i taket men så blev inte fallet. Istället skrev han på ett avtal som löpte under tre år med de regerande mästarna Miami Heat, som Boston Celtics förlorade mot i Conference Finals bara några månader tidigare i en spännande matchserie, avgjord i match sju. Detta innebar att Allen inte längre kom att tillhöra Boston Celtics välkända Big Three, som bestod av honom själv, Paul Pierce och Kevin Garnett. Han kom istället att ansluta till Miami Heats Big Three, som bestod av Chris Bosh, Dwayne Wade och den trefaldiga MVP:n LeBron James. Han gick tillbaka till tröja nummer 34, som han hade i både Milwaukee Bucks och i Seattle SuperSonics (nuvarande Oklahoma City Thunder). Tröjnumret fick han vid en presskonferens, som Ray Allen arrangerade den 11 juli 2012 tillsammans med Miami Heats general manager, Pat Riley, och huvudtränare, Erik Spoelstra.
Den 20 juni 2013 tog Ray Allen hem sin andra titel i NBA med Miami Heat. I den sjätte matchen i finalserien räddade Ray Allen Miami från eliminering genom att sätta en trea som tvingade matchen in i övertid. Heat vann sedan matchen med 103-100.

## Landslagskarriär
Ray Allen var med och vann OS-guld 2000 i basket i Sydney. Detta var USA:s tolfte basketguld på herrsidan i olympiska sommarspelen.

## Skådespelarkarriär
1998 spelade Ray Allen baskettalangen Jesus Shuttlesworth, som har huvudrollen tillsammans med Denzel Washington, i filmen He Got Game, regisserad av Spike Lee.
2001 spelade Ray Allen med i filmen Harvard Man.